# شاراكو

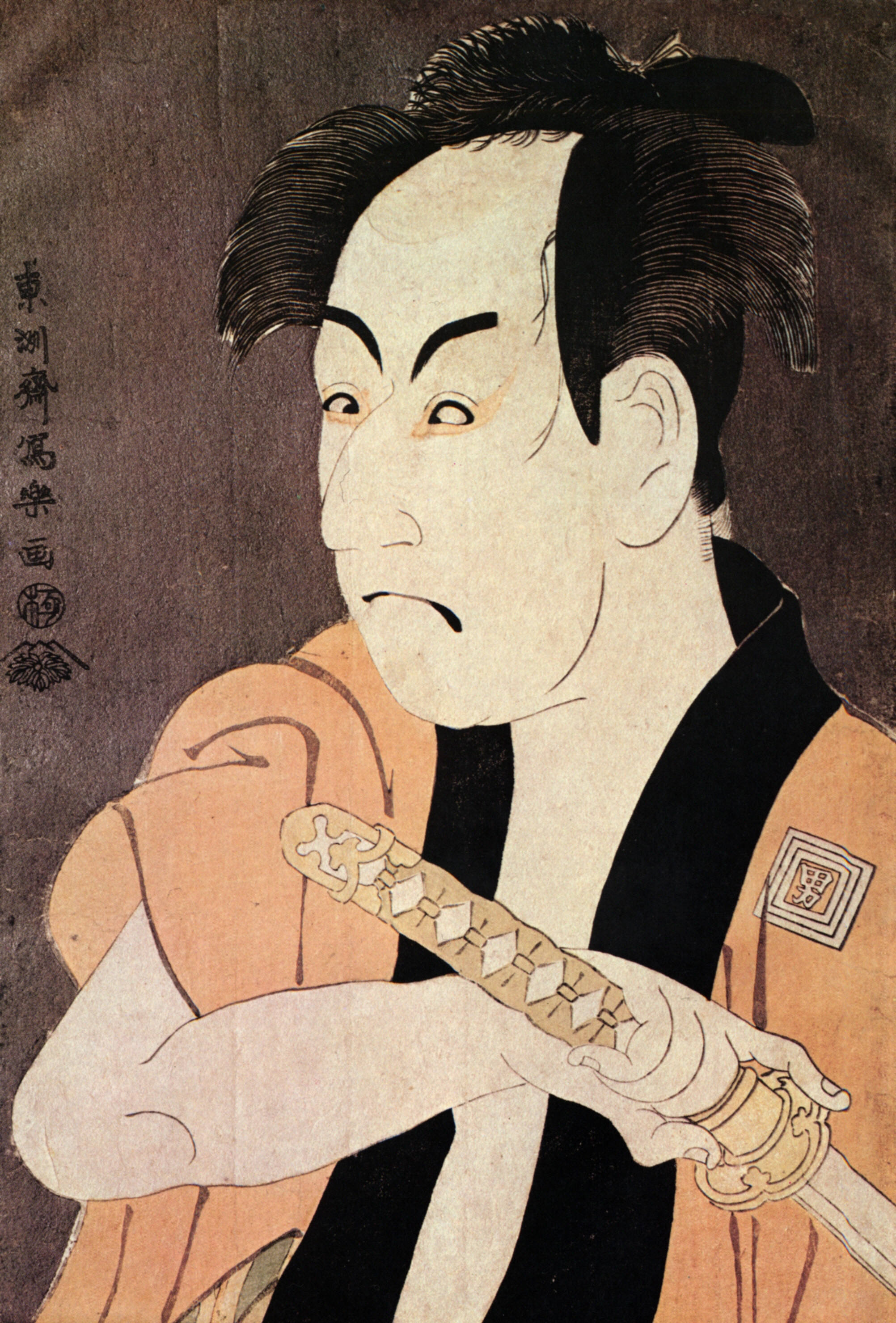
لوحة للفنان شراكو

شرَاكو توشوساي (باليابانية: 東洲斎 写楽) هو فنان ياباني عاش في اواخر القرن الثامن عشر، حياته الفنية كانت قصيرة جدا ولم تدم الا عشرة أشهر فقط (1794م-1795م).
لا يعرف شيء عن حياته أو كيف عاش، أو لماذا كانت حياته الفنية بهذا القصر، وحتى اسمه الحقيقي غير معروف اما اسمه هذا فهو اسمه الفني، اشتهر بأعماله الحفر على الخشب التي تصور ممثلي الدراما اليابانية ومصارعي السومو.
كانت معظم أعمال شراكو الفنية صورا للرأس فقط، وبعضها بكامل الطول التي صور فيها ممثلي الدراما اليابانية (الكابوكي) بالغ شراكو في ملامح الوجه واوضاع الشخصيات التي يرسمها، محاولا بذلك تضمين اختلاجاتهم والتعبير عن الروح الدرامية للفنانين اليابانيين، وقفت موضوعاته بحيوية في مواجهة أرضية مُعْتِمة اللون ونادرا ماكان يضمن الخلفيات الوضعية في لوحاته.

## معرض صور

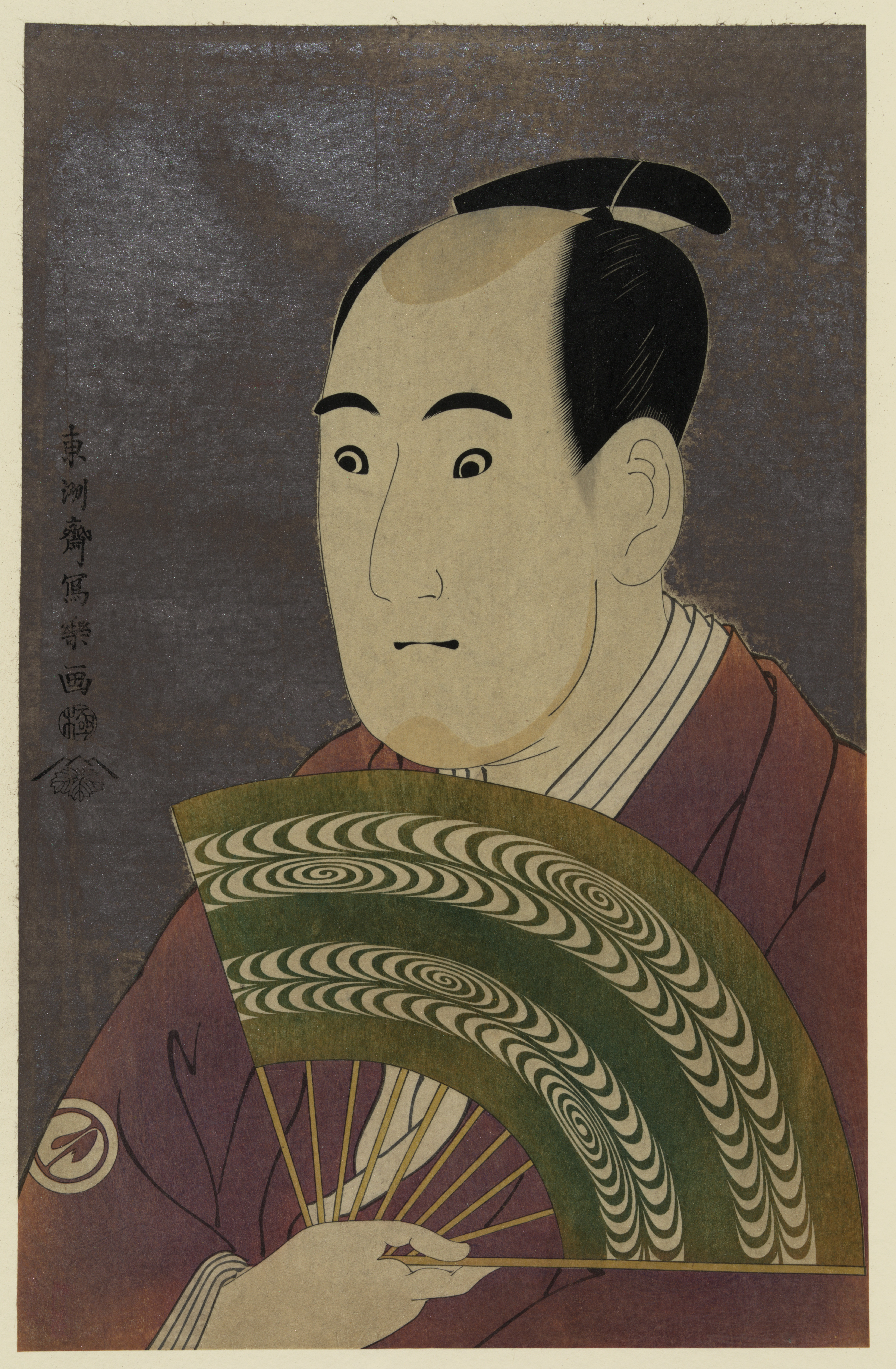
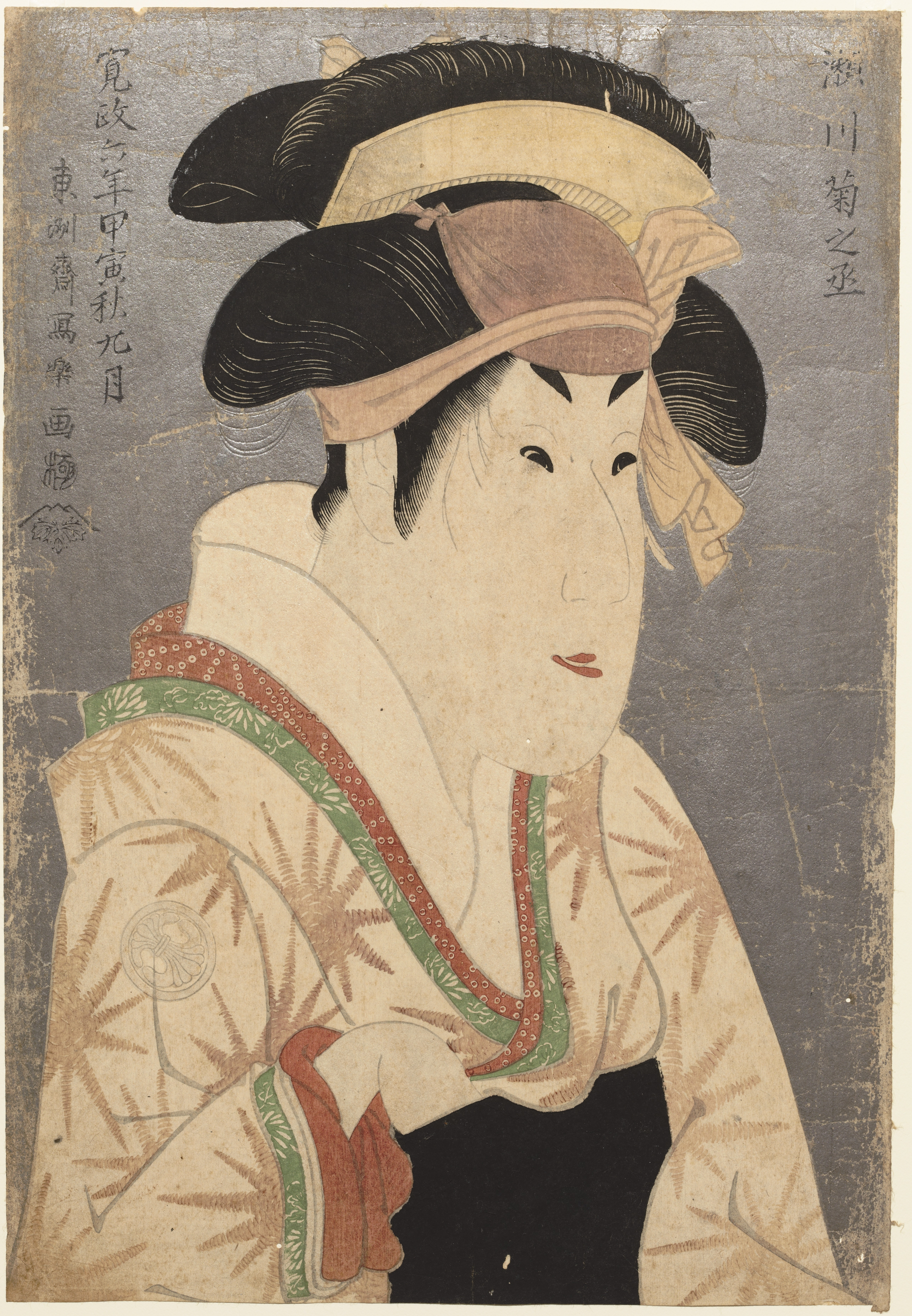
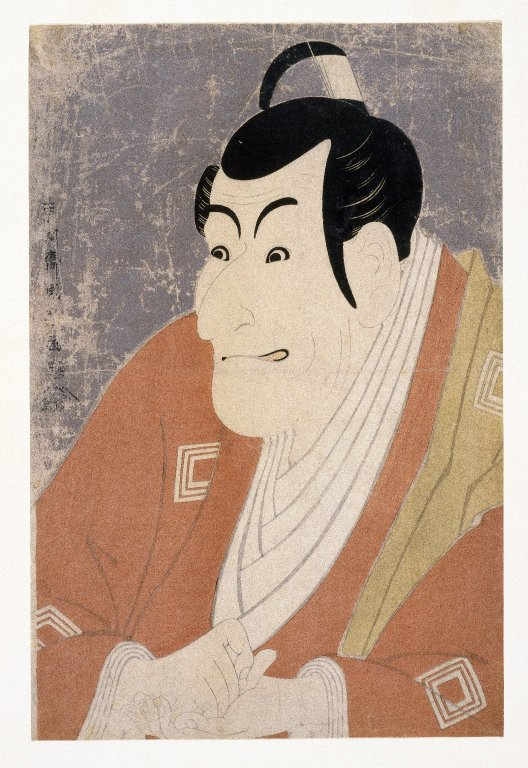
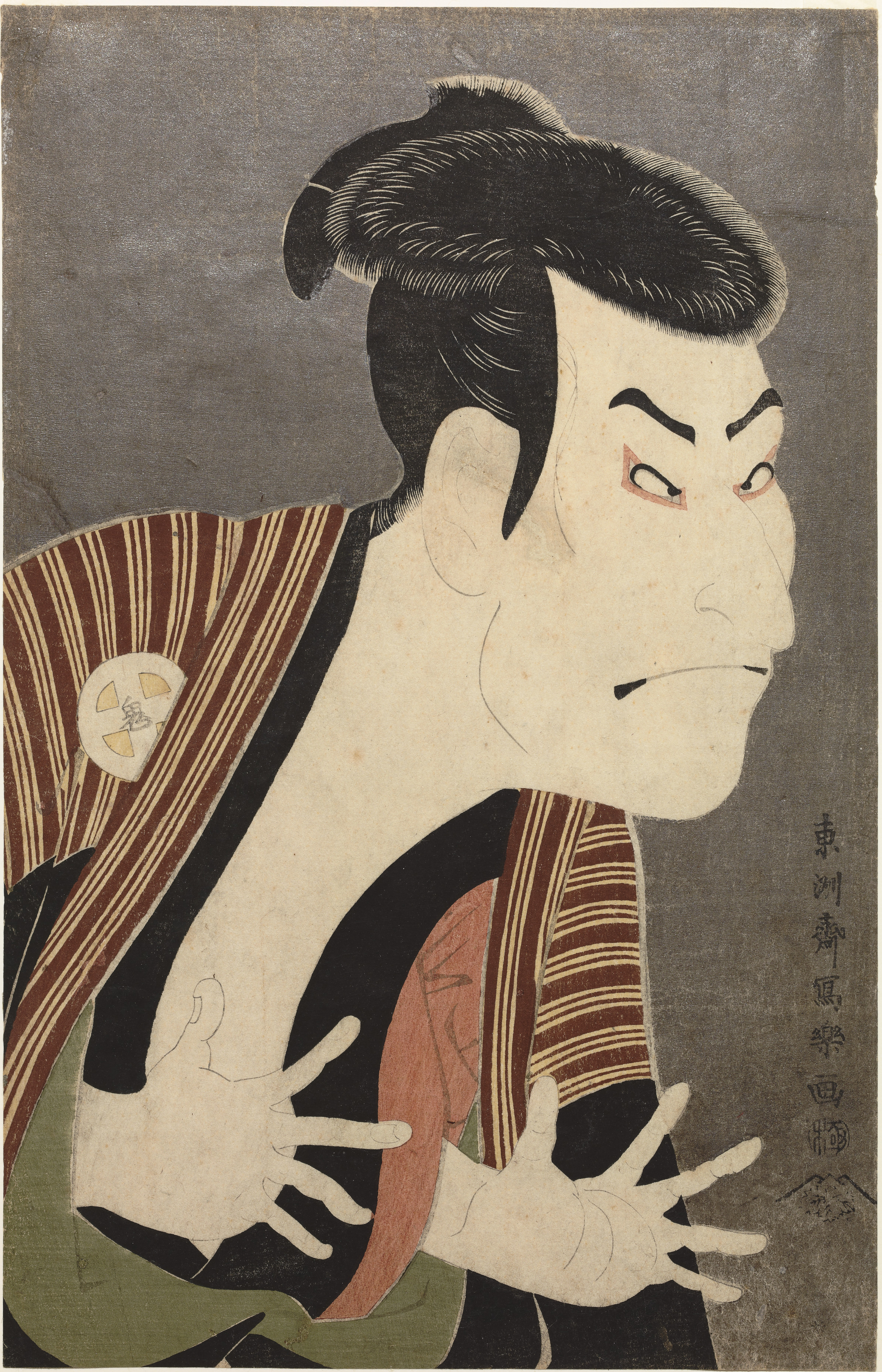